# Rhodophiala bagnoldii
Rhodophiala bagnoldii là một loài thực vật có hoa trong họ Amaryllidaceae. Loài này được (Herb.) Traub miêu tả khoa học đầu tiên năm 1953.

## Hình ảnh

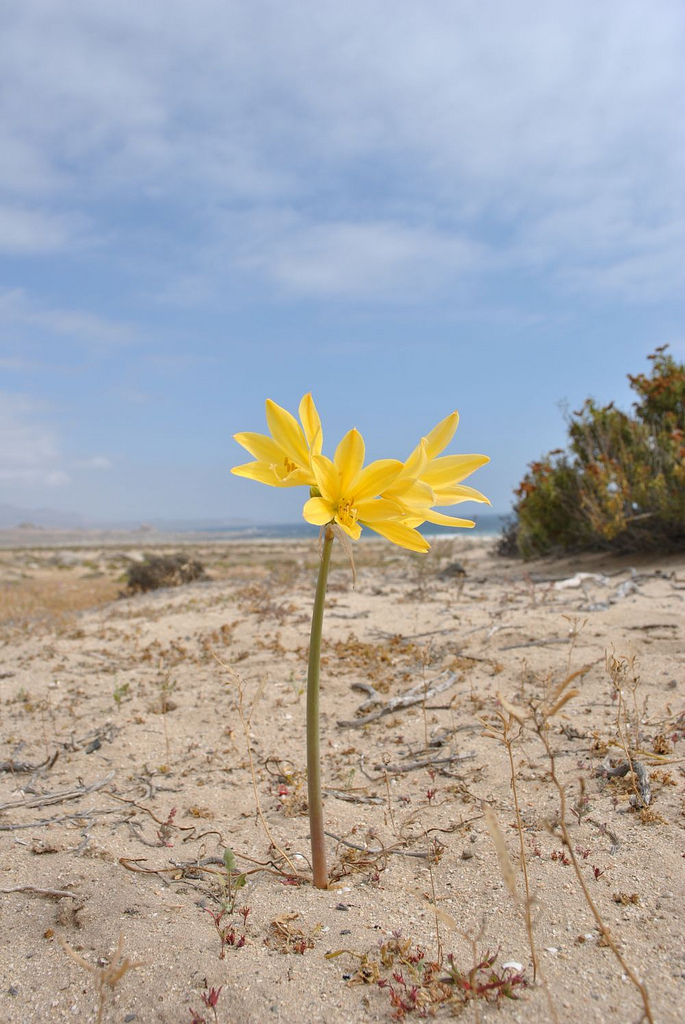